# Südliches Anhalt

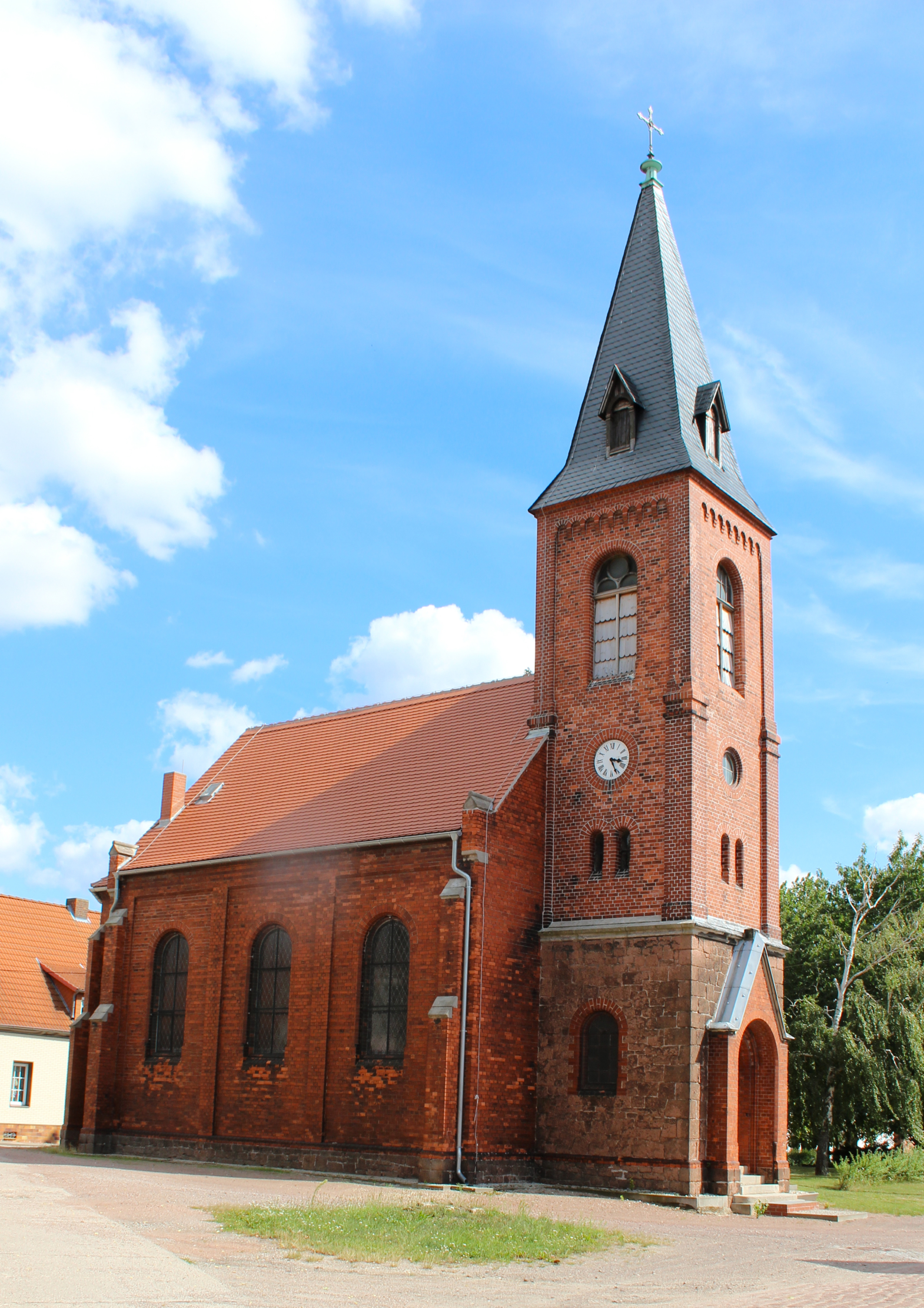
Biserică din Südliches Anhalt

Südliches Anhalt este un oraș în districtul de Anhalt-Bitterfeld, din landul Sachsen-Anhalt. Orașul avea 14.503 de locuitori conform recesământului din 31 decembrie 2011.